# Torero Stadium
Das Torero Stadium ist ein Mehrzweckstadion in der US-amerikanischen Stadt San Diego im Bundesstaat Kalifornien. Die Anlage wurde im Jahr 1961 eröffnet, bietet Platz für 6000 Zuschauer und befindet sich auf dem Campus der University of San Diego.
Im Stadion tragen unter anderem die Universitätsmannschaften im American Football und Fußball ihre Heimspiele aus sowie San Diego Loyal aus der USL Championship und San Diego Legion aus der Major League Rugby. Von 2001 bis 2003 war das Stadion Austragungsort der Heimspiele von San Diego Spirit aus der Women’s United Soccer Association und von 2022 bis zur Eröffnung des Snapdragon Stadium auch des San Diego Wave FC aus der National Women’s Soccer League.